# Paulo Gomes Ribeiro de Avelar
Paulo Gomes Ribeiro de Avelar, primeiro barão de São Luís (c. 1809 — 1870) foi fazendeiro de café e cana-de-açúcar na região de Pati do Alferes, província do Rio de Janeiro.

## Biografia
Filho de Luís Gomes Ribeiro de Avelar e de Joaquina Matilde de Assunção, irmão de Cláudio Gomes Ribeiro de Avelar, barão de Guaribu, de João Gomes Ribeiro de Avelar, primeiro visconde de Paraíba e de Maria Isabel de Assunção, mulher do Barão de Pati do Alferes. Era cunhado do Conselheiro Martinho Alvares da Silva Campos.
Casou-se com Feliciana José de Carvalho, sua cunhada, viúva de seu irmão Francisco Gomes Ribeiro de Avelar. Ela era irmã do comissário de café Bernardo Ribeiro de Carvalho. Não tiveram filhos. Ele teve uma filha única; Paulina Avelar casada com Jacinto de Oliveira Galvão.
Proprietário da fazenda São Luiz da Boa Sorte, em 1838 seus escravos fugiram e participaram da “Revolta de Manuel Congo”, a maior revolta de escravos da história fluminense. Em 23 de outubro de 1861 foi agraciado com o título de barão de São Luís.

## Títulos nobiliárquicos e honrarias
Recebeu as comendas da Imperial Ordem de Cristo, da Imperial Ordem da Rosa, e da Ordem de Nossa Senhora da Conceição de Vila Viçosa, além de ter sido Fidalgo Cavalheiro da Casa Real portuguesa.
Barão de São Luís
Título conferido por decreto imperial em 23 de outubro de 1861, referendado por José Ildefonso de Sousa Ramos.